# 聖伯納德堂 (巴黎)

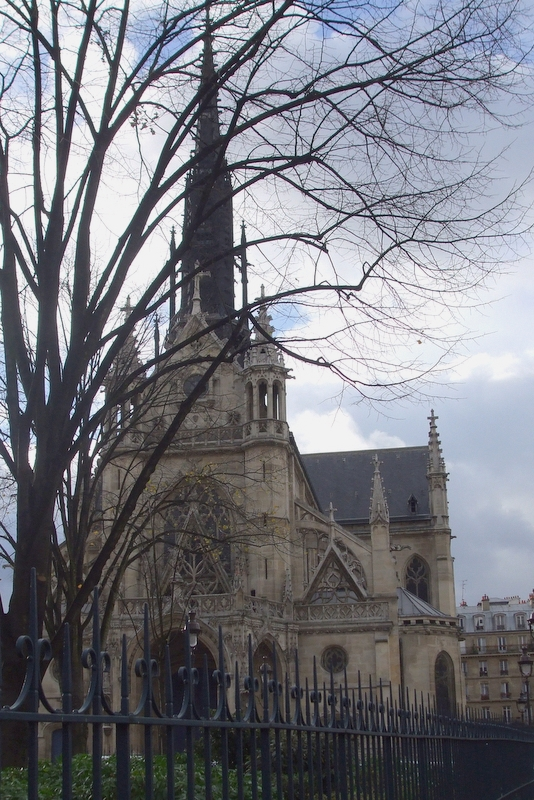

拉沙佩勒聖伯爾納多堂（Saint-Bernard-de-la-Chapelle）是法國首都巴黎的一座羅馬天主教的教堂，位於巴黎十八區。聖伯爾納多亦是巴黎蒙帕納斯站內教堂的名字。

## 外部連結
- Saint Bernard's organ （页面存档备份，存于） （法語）